# دهستان طبر
دهستان طبر یکی از دهستان‌های شهرستان جاجرم در استان خراسان شمالی ایران است. این دهستان در بخش جلگه شوقان قرار دارد و براساس سرشماری مرکز آمار ایران در سال ۱۳۹۰، جمعیت آن ۴۷۱۱ نفر (در ۱۴۶۰ خانوار) بوده‌است.